# Dom van Berlijn
De Berliner Dom is een evangelische kerk en een van de belangrijkste kerken in Berlijn. De Berliner Dom is gelegen op het Museumsinsel, aan de Karl-Liebknecht-Straße.
De oorspronkelijke Dom, opgericht in de periode 1747-1750, bevatte de crypte van de Hohenzollern, een van de grootste familiegraven van Europa. Het huidige neobarokke gebouw van Julius Raschdorff werd tussen 1894 en 1905 gebouwd. Tijdens de Tweede Wereldoorlog werd de Berliner Dom zwaar beschadigd. De reconstructie begon in 1975 en in 1992 werd de nieuwe kerk geopend. Tijdens deze wederopbouw werd gekozen voor een simpelere opbouw en een lagere kerk. De Hohenzollernherdenkingskapel aan de noordzijde werd afgebroken.
In de kerk zijn sarcofagen te zien van Pruisische koningen. Mozaïeken verfraaien het interieur. In de koepel is de bergrede van Christus met de 8 zaligsprekingen afgebeeld.
Wereldberoemd is het Sauerorgel in de kerk, ook wel het hoofdorgel van de Berliner Dom. Dit zeer grote orgel heeft 4 klavieren en 113 registers, waaronder een drietal 32' pedaalregisters.
De Berliner Dom is 117 bij 73 meter groot, en is een creatie van architect Julius Carl Raschdorff.

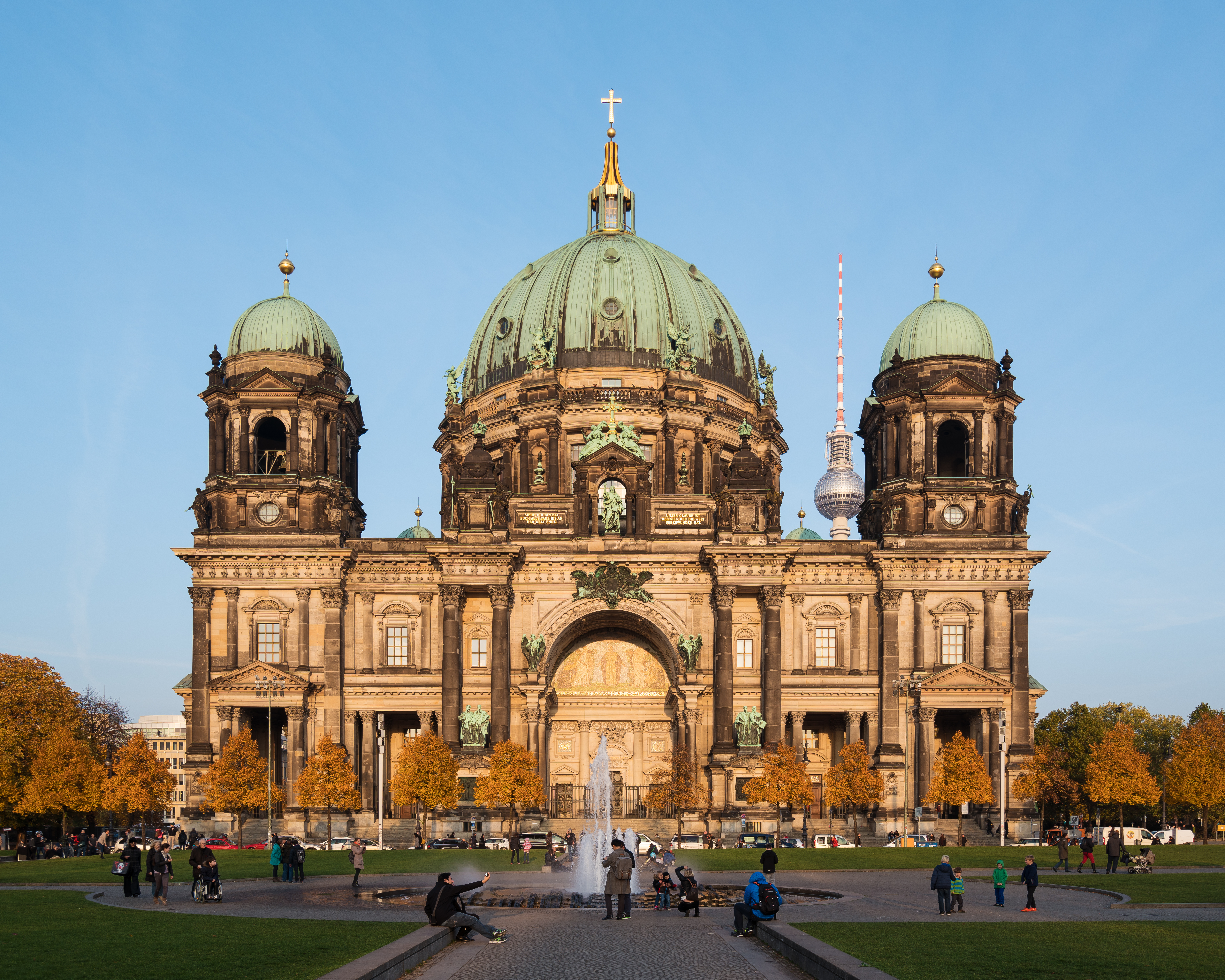
Voorzijde vanuit de Lustgarten
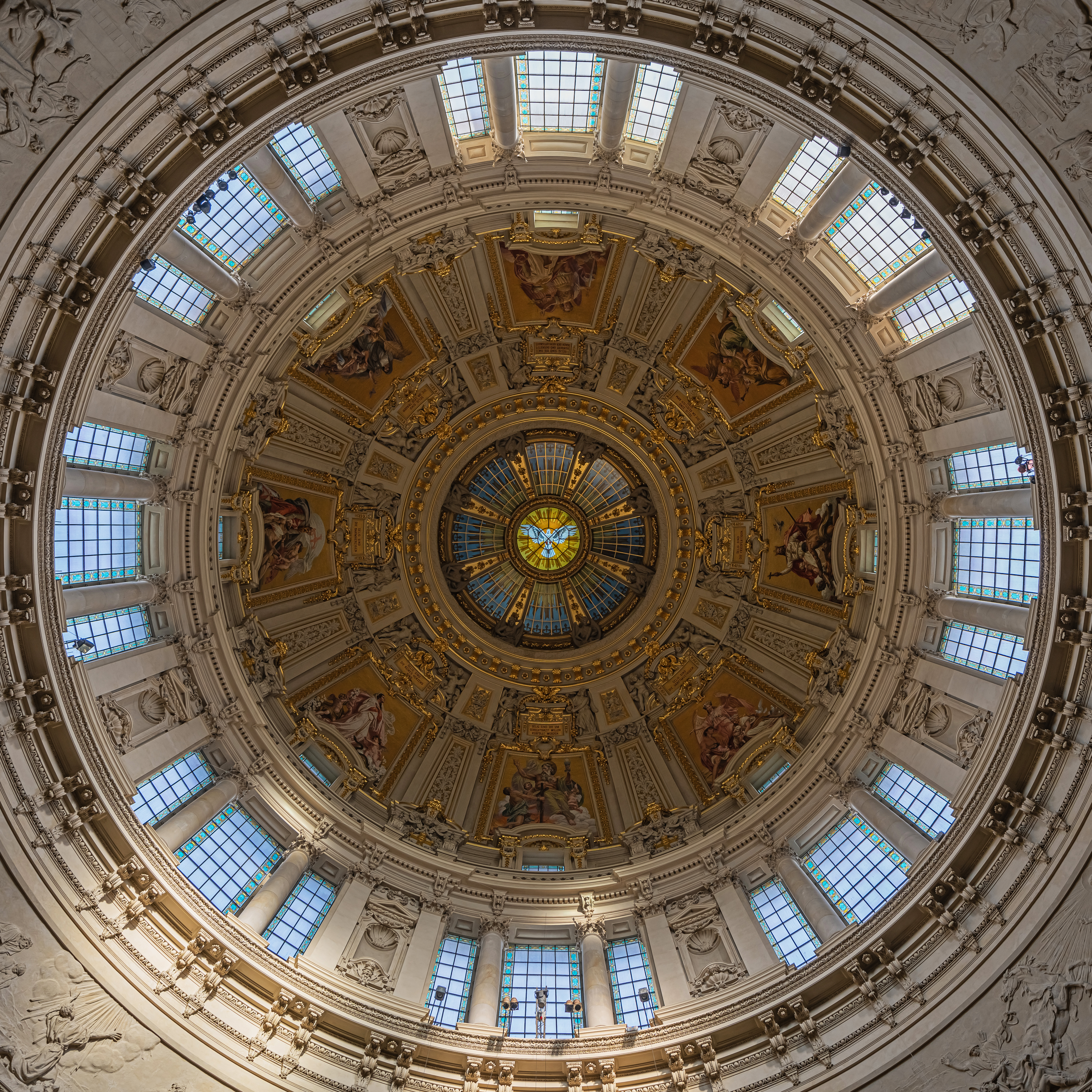
Koepel
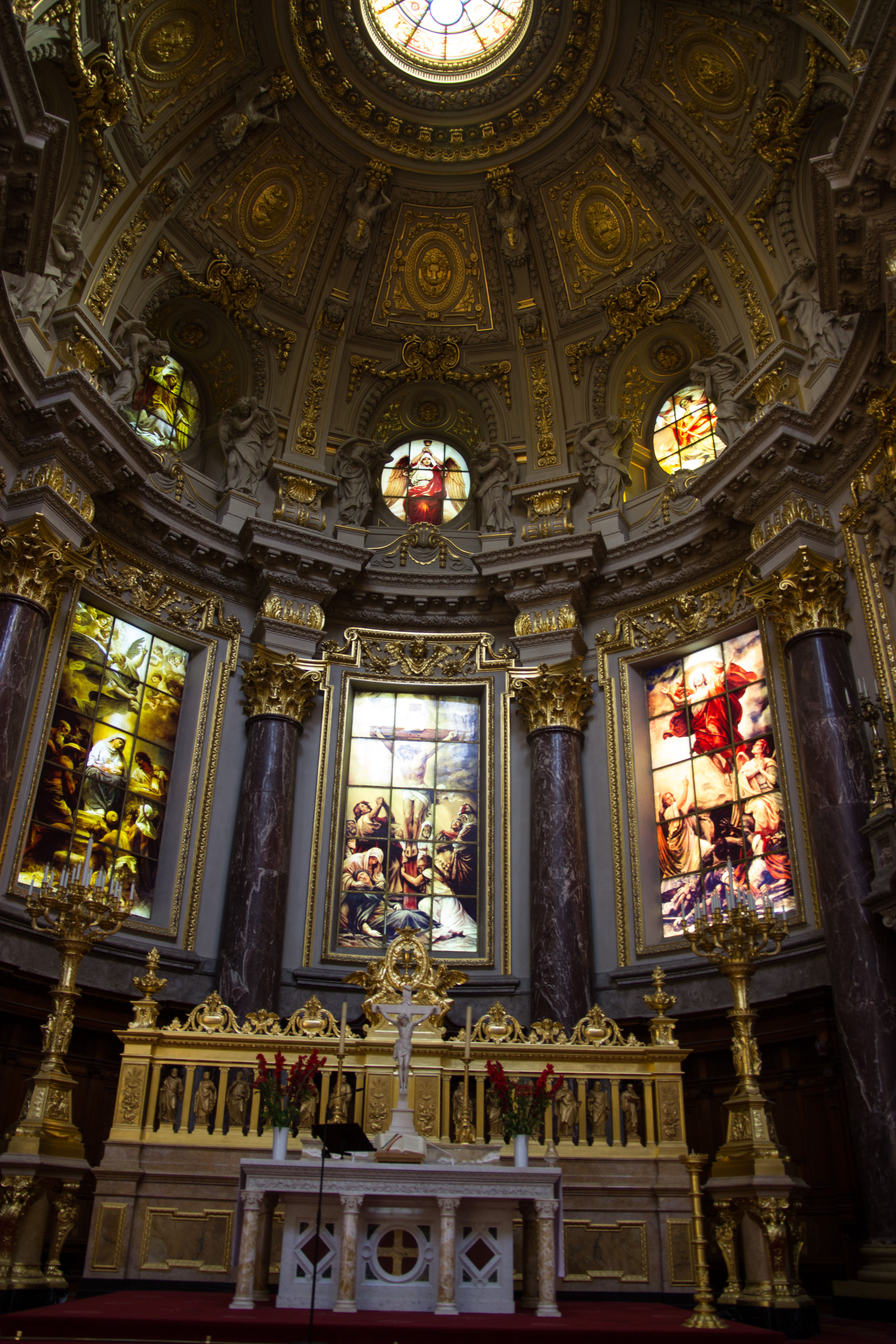
Altaar